# Lijst van Nederlandse Europarlementariërs 2009-2014
Lijst van Nederlandse Europarlementariërs 2009-2014 bevat een overzicht van de in Nederland gekozen leden van het Europees Parlement in de zittingsperiode 2009-2014 op grond van de Europese Parlementsverkiezingen van 4 juni 2009.
De zittingsperiode ging in op 14 juli 2009 en eindigde op 30 juni 2014. Nederland had in deze zittingsperiode aanvankelijk recht op 25 zetels (op een totaal aantal van 736). Na de ratificatie van het Verdrag van Lissabon werd dit aantal op 15 december 2011 uitgebreid naar 26 (op een totaal aantal van 754). 
| Naam                       | Nederlandse partij                      | Fractie                                              | Begindatum        | Einddatum         | refs   |
| -------------------------- | --------------------------------------- | ---------------------------------------------------- | ----------------- | ----------------- | ------ |
| Hans van Baalen            | Volkspartij voor Vrijheid en Democratie | Alliantie van Liberalen en Democraten voor Europa    | 14 juli 2009      | 30 juni 2014      | [ 1 ]  |
| Bas Belder                 | ChristenUnie-SGP                        | Europa van vrijheid en democratie                    | 14 juli 2009      | 30 juni 2014      | [ 2 ]  |
| Thijs Berman               | Partij van de Arbeid                    | Progressieve Alliantie van Socialisten en Democraten | 14 juli 2009      | 30 juni 2014      | [ 3 ]  |
| Louis Bontes               | Partij voor de Vrijheid                 | niet-fractiegebonden leden                           | 14 juli 2009      | 16 juni 2010      | [ 4 ]  |
| Emine Bozkurt              | Partij van de Arbeid                    | Progressieve Alliantie van Socialisten en Democraten | 14 juli 2009      | 30 juni 2014      | [ 5 ]  |
| Wim van de Camp            | Christen-Democratisch Appèl             | Europese Volkspartij                                 | 14 juli 2009      | 30 juni 2014      | [ 6 ]  |
| Marije Cornelissen         | GroenLinks                              | De Groenen/Vrije Europese Alliantie                  | 14 juli 2009      | 30 juni 2014      | [ 7 ]  |
| Peter van Dalen            | ChristenUnie-SGP                        | Europese Conservatieven en Hervormers                | 14 juli 2009      | 30 juni 2014      | [ 8 ]  |
| Bas Eickhout               | GroenLinks                              | De Groenen/Vrije Europese Alliantie                  | 14 juli 2009      | 30 juni 2014      | [ 9 ]  |
| Gerben-Jan Gerbrandy       | Democraten 66                           | Alliantie van Liberalen en Democraten voor Europa    | 14 juli 2009      | 30 juni 2014      | [ 10 ] |
| Lucas Hartong              | Partij voor de Vrijheid                 | niet-fractiegebonden leden                           | 22 juni 2010      | 30 juni 2014      | [ 11 ] |
| Jeanine Hennis-Plasschaert | Volkspartij voor Vrijheid en Democratie | Alliantie van Liberalen en Democraten voor Europa    | 14 juli 2009      | 16 juni 2010      | [ 12 ] |
| Dennis de Jong             | Socialistische Partij                   | Europees Unitair Links/Noords Groen Links            | 14 juli 2009      | 30 juni 2014      | [ 13 ] |
| Patricia van der Kammen    | Partij voor de Vrijheid                 | niet-fractiegebonden leden                           | 3 oktober 2012    | 30 juni 2014      | [ 14 ] |
| Esther de Lange            | Christen-Democratisch Appèl             | Europese Volkspartij                                 | 14 juli 2009      | 30 juni 2014      | [ 15 ] |
| Kartika Liotard            | Socialistische Partij                   | Europees Unitair Links/Noords Groen Links            | 14 juli 2009      | 30 juni 2014      | [ 16 ] |
| Kartika Liotard            | onafhankelijk                           | Europees Unitair Links/Noords Groen Links            | 14 juli 2009      | 30 juni 2014      | [ 16 ] |
| Barry Madlener             | Partij voor de Vrijheid                 | niet-fractiegebonden leden                           | 14 juli 2009      | 19 september 2012 | [ 17 ] |
| Toine Manders              | Volkspartij voor Vrijheid en Democratie | Alliantie van Liberalen en Democraten voor Europa    | 14 juli 2009      | 30 juni 2014      | [ 18 ] |
| Toine Manders              | onafhankelijk                           | Alliantie van Liberalen en Democraten voor Europa    | 14 juli 2009      | 30 juni 2014      | [ 18 ] |
| Judith Merkies             | Partij van de Arbeid                    | Progressieve Alliantie van Socialisten en Democraten | 14 juli 2009      | 30 juni 2014      | [ 19 ] |
| Jan Mulder                 | Volkspartij voor Vrijheid en Democratie | Alliantie van Liberalen en Democraten voor Europa    | 22 juni 2010      | 30 juni 2014      | [ 20 ] |
| Lambert van Nistelrooij    | Christen-Democratisch Appèl             | Europese Volkspartij                                 | 14 juli 2009      | 30 juni 2014      | [ 21 ] |
| Ria Oomen                  | Christen-Democratisch Appèl             | Europese Volkspartij                                 | 14 juli 2009      | 30 juni 2014      | [ 22 ] |
| Judith Sargentini          | GroenLinks                              | De Groenen/Vrije Europese Alliantie                  | 14 juli 2009      | 30 juni 2014      | [ 23 ] |
| Marietje Schaake           | Democraten 66                           | Alliantie van Liberalen en Democraten voor Europa    | 14 juli 2009      | 30 juni 2014      | [ 24 ] |
| Laurence Stassen           | Partij voor de Vrijheid                 | niet-fractiegebonden leden                           | 14 juli 2009      | 30 juni 2014      | [ 25 ] |
| Laurence Stassen           | onafhankelijk                           | niet-fractiegebonden leden                           | 14 juli 2009      | 30 juni 2014      | [ 25 ] |
| Daniël van der Stoep       | Partij voor de Vrijheid                 | niet-fractiegebonden leden                           | 14 juli 2009      | 31 augustus 2011  | [ 26 ] |
| Daniël van der Stoep       | Partij voor de Vrijheid                 | niet-fractiegebonden leden                           | 15 december 2011  | 30 juni 2014      | [ 26 ] |
| Daniël van der Stoep       | onafhankelijk                           | niet-fractiegebonden leden                           | 15 december 2011  | 30 juni 2014      | [ 26 ] |
| Sophie in 't Veld          | Democraten 66                           | Alliantie van Liberalen en Democraten voor Europa    | 14 juli 2009      | 30 juni 2014      | [ 27 ] |
| Corien Wortmann            | Christen-Democratisch Appèl             | Europese Volkspartij                                 | 14 juli 2009      | 30 juni 2014      | [ 28 ] |
| Auke Zijlstra              | Partij voor de Vrijheid                 | niet-fractiegebonden leden                           | 13 september 2011 | 30 juni 2014      | [ 29 ] |

1952-1958 (EGKS) · 
1958-1979 · 
1979-1984 · 
1984-1989 · 
1989-1994 · 
1994-1999 · 
1999-2004 · 
2004-2009 · 
2009-2014 · 
2014-2019 · 
2019-2024 · 
2024-2029